# RDG Red Data Girl
RDG Red Data Girl (RDG レッドデータガール?, RDG Reddo Dēta Gāru) è una serie di romanzi giapponesi fantasy di Noriko Ogiwara, composta da sei volumi editi da Kadokawa Shoten tra il 2008 e il 2012. Un adattamento manga, illustrato da Ranmaru Kotone, è stato serializzato sulla rivista Shōnen Ace della Kadokawa Shoten tra dicembre 2012 e luglio 2014. Una serie televisiva anime di dodici episodi, prodotta dalla P.A. Works e diretta da Toshiya Shinohara, è stata trasmessa sulla Tokyo MX dal 3 aprile al 19 giugno 2013.

## Trama
La storia ruota attorno a Izumiko Suzuhara, una ragazza cresciuta entro i confini del Santuario Tamakura, uno dei santuari Kumano che fanno parte del Patrimonio dell'Umanità. Nonostante la ragazza abbia trascorso praticamente tutta la sua vita fino alle scuole medie a Kumano, viene deciso di mandarla, insieme al suo amico d'infanzia Miyuki, alla Hōjō High School a Tokyo. Durante una gita scolastica a Tokyo, appare una misteriosa entità conosciuta come Himegami e si verifica un terribile incidente. In quest'occasione alla giovane Izumiko verrà rivelato il grande segreto della sua famiglia.

## Personaggi

### Principali
Izumiko Suzuhara (鈴原 泉水子?, Suzuhara Izumiko)
Doppiato da: Saori Hayami
Miyuki Sagara (相楽 深行?, Sagara Miyuki)
Doppiato da: Kōki Uchiyama
Yukimasa Sagara (相楽 雪政?, Sagara Yukimasa)
Doppiato da: Jun Fukuyama
Yukariko Suzuhara (鈴原 紫子?, Suzuhara Yukariko)
Doppiato da: Romi Park
Daisei Suzuhara (鈴原 大成?, Suzuhara Daisei)
Doppiato da: Kazuhiko Inoue

### Altri
Satoru Wamiya (和宮 さとる?, Wamiya Satoru)
Doppiato da: Rie Kugimiya
Mayura Sōda (宗田 真響?, Sōda Mayura)
Doppiato da: Madoka Yonezawa
Manatsu Sōda (宗田 真夏?, Sōda Manatsu)
Doppiato da: Kaito Ishikawa
Masumi Sōda (宗田 真澄?, Sōda Masumi)
Doppiato da: Ryōhei Kimura
Ichijō Takayanagi (高柳 一条?, Takayanagi Ichijō)
Doppiato da: Hirofumi Nojima
Jean Honoka Kisaragi (如月・ジーン・仄香?, Kisaragi Jīn Honoka)
Doppiato da: Sarah Emi Bridcut
Hodaka Murakami (村上 穂高?, Murakami Hodaka)
Doppiato da: Akira Ishida
Shingo Nonomura (野々村 慎吾?, Nonomura Shingo)
Takeomi Suzuhara (鈴原 竹臣?, Suzuhara Takeomi)
Sawa Suemori (末森 佐和?, Suemori Sawa)
Ayumi Watanabe (渡辺 あゆみ?, Watanabe Ayumi)
Haruna Mita (三田 春菜?, Mita Haruna)
Yōhei Misaki (三崎 洋平?, Misaki Yōhei)
Tomoya Ogawa (小川 智也?, Ogawa Tomoya)
Miki Koshikawa (越川 美沙?, Koshikawa Miki)

## Media

### Light novel
La serie di romanzi è scritta da Noriko Ogiwara e pubblicata da Kadokawa Shoten. Il primo volume fu pubblicato sotto l'etichetta Kadokawa Gin no Saji Series il 4 luglio 2008, e l'ultimo, il sesto, il 29 novembre 2012. La serie è illustrata da Komako Sakai nella versione della novel originale (solo copertina), e da Mel Kishida nella riedizione sotto l'etichetta della Kadokawa Sneaker Bunko.

### Manga
Una serie manga illustrata da Ranmaru Kotone e pubblicata da Kadokawa Shoten iniziò la serializzazione nel dicembre 2012. Esso è pubblicato sulla rivista Shōnen Ace e al 21 febbraio 2013 è stato pubblicato un solo tankōbon.

### Anime
Una serie televisiva anime basata sulla serie originale di novel è prodotta da P.A. Works, con il character design originale di Mel Kishida, e diretta da Toshiya Shinohara. Il primo episodio è stato trasmesso prima in streaming su Niconico il 16 marzo 2013 e successivamente in televisione su Tokyo MX il 4 aprile 2013. La sigla di apertura è "Small WorlDrop" (スモルワールドロップ?, Sumoru Wārudoroppu) di Annabel, mentre quella di chiusura è "Yokan" (予感? lett. "Premonizione") di Masumi Itō.

#### Episodi
| Nº | Giapponese 「Kanji」 - Rōmaji                      | In onda        | In onda |
| Nº | Giapponese 「Kanji」 - Rōmaji                      | Giapponese     |         |
| 1  | 「はじめての転校生」 - Hajimete no Tenkōsei        | 3 aprile 2013  |         |
| 2  | 「はじめての手のひら」 - Hajimete no Tenohira      | 10 aprile 2013 |         |
| 3  | 「はじめてのお使い」 - Hajimete no Otsukai         | 17 aprile 2013 |         |
| 4  | 「はじめてのルームメイト」 - Hajimete no Rūmumeito | 24 aprile 2013 |         |
| 5  | 「はじめてのお化粧」 - Hajimete no Okeshō          | 1º maggio 2013 |         |
| 6  | 「はじめてのお泊り」 - Hajimete no Otomari         | 8 maggio 2013  |         |
| 7  | 「はじめての迷子」 - Hajimete no Maigo             | 15 maggio 2013 |         |
| 8  | 「はじめてのお願い」 - Hajimete no Onegai          | 22 maggio 2013 |         |
| 9  | 「はじめてのお披露目」 - Hajimete no Ohirome       | 29 maggio 2013 |         |
| 10 | 「はじめての学園祭」 - Hajimete no Gakuen-sai      | 5 giugno 2013  |         |
| 11 | 「はじめての拒絶」 - Hajimete no Kyozetsu          | 12 giugno 2013 |         |
| 12 | 「世界遺産の少女」 - Seikaiisan no Shojo           | 19 giugno 2013 |         |